# Loriculus sclateri
Il loricolo delle Sula (Loriculus sclateri) è un uccello della famiglia degli Psittaculidi, endemico dell'Indonesia.